# Arcos de la Sierra
Arcos de la Sierra – gmina w Hiszpanii, w prowincji Cuenca, w Kastylii-La Mancha, o powierzchni 40,5 km². W 2011 roku gmina liczyła 106 mieszkańców.